# Dirk Totzek
Dirk Totzek (* 4. April 1979 in Hof) ist ein deutscher Wirtschaftswissenschaftler und Professor für Betriebswirtschaftslehre. Er ist seit 1. Mai 2013 Inhaber des Lehrstuhls für Marketing und Services an der Universität Passau.

## Leben
Totzek studierte bis 2005 Betriebswirtschaftslehre mit interkultureller Qualifikation (Frankophonie) an der Universität Mannheim, währenddessen er als Wissenschaftliche Hilfskraft arbeitete und mehrere Praktika absolvierte. Durch die Universität Mannheim und die ESSEC Business School, Frankreich, wurden ihm als Teilnehmer an einem Double-Degree-Programm die akademischen Grade Diplom-Kaufmann und ESSEC MBA/Diplôme de l’ESSEC verliehen. Darauffolgend arbeitete er als Wissenschaftlicher Mitarbeiter und Doktorand am Lehrstuhl für Allgemeine Betriebswirtschaftslehre und Marketing I, Christian Homburg, und wurde Ende 2010 promoviert. Danach war er am selben Lehrstuhl als wissenschaftlicher Assistent und Habilitand angestellt. Zum Juni 2011 wurde er zum Juniorprofessor für Empirische Forschungsmethoden der Fakultät für Betriebswirtschaftslehre an der Universität Mannheim ernannt.
Totzek habilitierte sich an der Fakultät für Betriebswirtschaftslehre der Universität Mannheim im April 2013. Parallel dazu vertrat er seit Oktober 2012 den Lehrstuhl für Marketing und Services an der Universität Passau. Seit Mai 2013 ist er Inhaber des Lehrstuhls für Betriebswirtschaftslehre mit Schwerpunkt Marketing und Services der Wirtschaftswissenschaftlichen Fakultät an der Universität Passau. Im Juli 2013 ist er zudem zu einem Direktor des an der Universität Passau angesiedelten Instituts für Markt- und Wirtschaftsforschung ernannt worden, das aus den beiden Abteilungen CenTouris und Centrum für Marktforschung besteht.
Seine Forschungsschwerpunkte sind Preismanagement, Business-to-Business-Marketing, Kundenbeziehungsmanagement und Dienstleistungsmarketing.

## Publikationen
- Regina-Viola Frey, Tomás Bayón, Dirk Totzek: How Customer Satisfaction Affects Employee Satisfaction and Retention in a Professional Services Context. In: Journal of Service Research. 28. Juni 2013, doi:10.1177/1094670513490236.
- Philipp Wunderlich, Johann Kranz, Dirk Totzek, Daniel Veit, Arnold Picot: The Impact of Endogenous Motivations on Adoption of IT-Enabled Services. In: Journal of Service Research. Vol. 16, Nr. 3, 2013, S. 356–371, doi:10.1177/1094670512474841.
- Christian Homburg, Viviana V. Steiner, Dirk Totzek: Managing Dynamics in a Customer Portfolio. In: Journal of Marketing. Vol. 37, Nr. 5, 2009, S. 70–89, doi:10.1509/jmkg.73.5.70.
- Christian Homburg, Mathias Droll, Dirk Totzek: Customer Prioritization: Does It Pay Off, and How Should It Be Implemented? In: Journal of Marketing. Vol. 72, Nr. 5, 2008, S. 110–130, doi:10.1509/jmkg.72.5.110.
- Christian Homburg, Torsten Bornemann, Dirk Totzek: Preannouncing Pioneering vs. Follower Products. In: Journal of the Academy of Marketing Science. Vol. 37, Nr. 3, 2009, S. 310–327, doi:10.1007/s11747-009-0134-4.
- Christian Homburg, Dirk Totzek, Mathias Droll: All Customers Are Equal, But Some Are More Equal. In: GfK Marketing Intelligence Review. Vol. 2, Nr. 1, 2010, S. 16–25.
- Dirk Totzek: Preisverhalten im Wettbewerb: Eine empirische Untersuchung von Einflussfaktoren und Auswirkungen im Business-to-Business-Kontext. Springer Gabler, Wiesbaden 2011, ISBN 978-3-8349-2905-1.
- Dirk Totzek, Karin Herrmann: Erfolgsfaktoren des Markentransfers von Luxusmarken. In: Hans H. Bauer, Frank Huber, Carmen-Maria Albrecht (Hrsg.): Erfolgsfaktoren der Markenführung. Vahlen, München 2007, ISBN 978-3-8006-3463-7, S. 259–273.
- Christian Homburg, Martin Klarmann, Dirk Totzek: Using Multi-Informant Designs to Address Key Informant and Common Method Bias. In: Adamantios Diamantopoulos, Wolfgang Fritz, Lutz Hildebrandt (Hrsg.): Quantitative Marketing and Marketing Management: Marketing Models and Methods in Theory and Practice. Springer Gabler, Wiesbaden 2012, ISBN 978-3-8349-3060-6, S. 81–102.
- Christian Homburg, Mathias Droll, Dirk Totzek: Kundenpriorisierung in der Marktbearbeitung. In: Christian Homburg, Jan Wieseke (Hrsg.): Handbuch Vertriebsmanagement. Springer Gabler, Wiesbaden 2011, ISBN 978-3-8349-1977-9, S. 105–122.
- Christian Homburg, Dirk Totzek (Hrsg.): Preismanagement auf Business-to-Business-Märkten. Springer Gabler, Wiesbaden 2011, ISBN 978-3-8349-1559-7.